# Xysticus xiningensis
Xysticus xiningensis là một loài nhện trong họ Thomisidae.
Loài này thuộc chi Xysticus. Xysticus xiningensis được Hsen Hsu Hu miêu tả năm 2001.